# Temporada da Indy Pro 2000 de 2020
A Temporada da Indy Pro 2000 de 2020 é a 30ª da história da categoria de acesso sancionada pela IndyCar.
Um total de 15 provas (2 rodadas duplas e 3 rodadas triplas) serão disputados entre os dias 9 de julho (Road America) e 25 de outubro, em St. Petersburg. As etapas de Laguna Seca, Austin, Portland  e Toronto foram canceladas em decorrência da pandemia de coronavírus, que obrigou inclusive a equipe
RP Motorsport USA anunciar que não disputaria o campeonato.

## Equipes e pilotos
| Equipe                          | No. | Pilotos            | Rodadas |
| ------------------------------- | --- | ------------------ | ------- |
| Abel Motorsports                | 51  | Jacob Abel         | 6–7     |
| Andretti Steinbrenner Autosport | 17  | Devlin DeFrancesco | 1–7     |
| DEForce Racing                  | 6   | Moisés de la Vara  | 1–7     |
| DEForce Racing                  | 7   | Kory Enders        | 3–7     |
| DEForce Racing                  | 8   | Manuel Sulaimán    | 1–7     |
| DEForce Racing                  | 9   | Parker Thompson    | 1–7     |
| Exclusive Autosport             | 1   | Braden Eves        | 1–7     |
| FatBoy Racing!                  | 83  | Charles Finelli    | 1–7     |
| Juncos Racing                   | 2   | Sting Ray Robb     | 1–7     |
| Juncos Racing                   | 42  | Artem Petrov       | 1–7     |
| Juncos Racing                   | 69  | Nate Aranda        | 1–6     |
| Legacy Autosport                | 20  | Kody Swanson       | 6–7     |
| Pabst Racing                    | 18  | Hunter McElrea     | 1–7     |
| Pabst Racing                    | 19  | Colin Kaminsky     | 1–7     |
| Pabst Racing                    | 57  | Bob Kaminsky       | 1–5     |
| BN Racing w/ Team Benik         | 36  | Jacob Loomis       | 1–5     |
| BN Racing w/ Team Benik         | 37  | Sabré Cook         | 1–5     |
| Turn 3 Motorsport               | 3   | Antoine Comeau     | 1–7     |
| Turn 3 Motorsport               | 68  | Danial Frost       | 1–7     |